# 緣斑光獵蝽
緣斑光獵蝽（学名：Ectrychotes comottoi）为獵蝽科光獵蝽屬下的一个种。